# Eskridge
Eskridge è un comune degli Stati Uniti d'America, situato nello Stato del Kansas, nella Contea di Wabaunsee. Vi si trova l'osservatorio Farpoint.